# 少年魔法師
《少年魔法師》（也可直譯為《威佛利街的魔法師》）是迪士尼頻道製作的原創電視影集，由演員兼歌手賽琳娜·戈梅茲主演。
該系列在2009年第61屆黃金時段艾美獎頒獎典禮上榮獲“傑出兒童節目”獎 。2009年8月28日，該系列的電影版《少年魔法師電影版》以迪士尼頻道原創電影首映。電影改編獲得“傑出兒童節目“在第62屆黃金時段艾美獎頒獎典禮上連續第二次獲得艾美獎。告別賽在第64屆黃金時段艾美獎頒獎典禮上榮獲“傑出兒童節目”，使該專輯總數達到三項艾美獎。全劇正式以四季之姿正式結束，也打破了《天才魔女》創下的100集紀錄，目前也尚未有任何後續作品打破。其系列結局平均接近1000萬觀眾（同一天的現場觀看和總觀看），這使得這部劇集成為美國迪士尼頻道歷史上最受關注的系列劇，也是目前旗下原創影集中集數最多的一部，官方為106集（一小時特別集計算為一集），實際為110集。
2013年3月15日，播送一小時電視特輯《雙面艾莉絲》。

## 故事大綱
該影集描述居於紐約市曼哈頓格林威治村威佛利街（Waverly Place，台譯）的一個表面是經營三明治專賣店，但其實是巫師的「魯索家庭」。魯索家的三名青少年兄妹必須受身為家庭前任巫師的父親訓練學習巫術，在魔法之路上競逐爭取繼承家族法力的權力，同時要向外界隱藏巫術秘密，以及生活中因魔法帶來趣味經歷。

## 製作過程
本劇的創作和執行製作皆由Todd J. Greenwald執行，他在創作完孟漢娜第一季之後開始著手進行本劇的創作。本劇由It's a Laugh Productions公司和Disney Channel Original Productions公司製作。本劇的主題曲《Everything Is Not What It Seems》則是由John Adair and Steve Hampton編寫，並由賽琳娜·戈梅茲演唱。

### 開頭畫面
在前三季都是用同一個開頭畫面，並搭配賽琳娜演唱主題曲。畫面描述艾莉絲、賈斯汀、麥斯、海波準備上學以及泰麗莎和杰瑞開始一天的情景並且有魔法。第四季啟用了不同的場面，並營造了更強大的魔法氛圍來搭配另一個輕快曲風版本的主題曲，最後所有人在時報廣場上現身，由艾莉絲揮舞魔杖結束一切。

### 好評
本劇於2007年10月12日在美國迪士尼頻道首次播出。接在電影《魔法雙星：魔力再現》之後。美國大約有590萬民觀眾收看。在2010年1月一小時的特集「Wizards vs. Werewolves」成為本劇最多人收視的一集(未跨刀演出)，620萬。超越另外一集「Paint By Committee」的六百萬觀眾。本劇最多人看的一集（包括跨刀）則是「Cast-Away (To Another Show)」，為當時迪士尼最紅的三個影集《小查與寇弟的頂級遊輪生活》和《孟漢娜》的交叉集之一部分。該集撥出之後有1060萬觀眾收看。到了2009年本劇成為青少年最受歡迎影集第一名(9-14歲)和兒童最受歡迎影集第二名(6-11歲)。最受兒童歡迎影集第一名則是小查與寇弟的頂級遊輪生活
本劇最後一季完結篇〈誰將成為家庭巫師〉則是平均980萬收視。這也是所有迪士尼影集裡面最高的最高收視紀錄。

## 各集列表
該影集從2007年10月12日首播，並於2010年11月12日首播第四季。
| 季數 | 季數   | 集數   | 原播日期(美國) | 原播日期(美國) |
| 季數 | 季數   | 集數   | 首播           | 最終回         |
| ---- | ------ | ------ | -------------- | -------------- |
|      | 1      | 21     | 2007年10月12日 | 2008年8月31日  |
|      | 2      | 30     | 2008年9月12日  | 2009年8月21日  |
|      | 電影版 | 電影版 | 2009年8月28日  | 2009年8月28日  |
|      | 3      | 28     | 2009年10月9日  | 2010年10月15日 |
|      | 4      | 27     | 2010年11月12日 | 2012年1月6日   |
|      | 特別篇 | 特別篇 | 2013年3月15日  | 2013年3月15日  |

### 第一季
- 第一季包含21集

| 系列編號                                                 | 季編號 | 標題                                                    | 製作代碼 |
| -------------------------------------------------------- | ------ | ------------------------------------------------------- | -------- |
| 1                                                        | 1      | 十分鐘瘋狂搶購 "Crazy Ten-Minute Sale"                  | 102      |
| 艾莉絲用咒語複製了自己。                                 |        |                                                         |          |
| 2                                                        | 2      | 初吻 "First Kiss"                                       | 104      |
| 艾莉絲用魔法逆轉時間。                                   |        |                                                         |          |
| 3                                                        | 3      | 巧克力的誘惑 "I Almost Drowned in a Chocolate Fountain" | 105      |
| 艾莉絲用一個口袋精靈透過了西班牙語考試！                 |        |                                                         |          |
| 4                                                        | 4      | 新員工 "New Employee"                                   | 107      |
| 艾莉絲幫助海波在新工作中克服笨拙的咒語起了反作用。       |        |                                                         |          |
| 5                                                        | 5      | 解除魔咒之夜 "Disenchanted Evening"                     | 114      |
| 艾莉絲的父母見到了另一位年輕巫師的父母。                 |        |                                                         |          |
| 6                                                        | 6      | 寶貝女兒 "You Can't Always Get What You Carpet"         | 101      |
| 艾莉絲的父親教他如何駕馭飛毯，父女二人陷入爭執。         |        |                                                         |          |
| 7                                                        | 7      | 艾莉絲的選擇 "Alex's Choice"                            | 109      |
| 琪琪邀請海波參加茶會。                                   |        |                                                         |          |
| 8                                                        | 8      | 神話寵物 "Curb Your Dragon"                             | 108      |
| 艾莉絲給賈斯汀買了一條寵物小獵犬，那其實是一條神奇的龍。 |        |                                                         |          |
| 9                                                        | 9      | 恐怖電影 "Movies"                                       | 113      |
| 賈斯汀告訴艾莉絲他不能和他一起去看一部限制級電影。       |        |                                                         |          |
| 10                                                       | 10     | 痘痘老大 "Pop Me and We Both Go Down"                   | 103      |
| 咒語讓賈斯汀的痘痘復活了！                               |        |                                                         |          |
| 11                                                       | 11     | 藥水惹的禍 "Potion Commotion"                           | 110      |
| 賈斯汀和布拉德爭奪世界學校峰會的一個席位。               |        |                                                         |          |
| 12                                                       | 12     | 賈斯汀的小妹妹 "Justin's Little Sister"                 | 117      |
| 艾莉絲的咒語起了反作用，沒人記得賈斯汀！                 |        |                                                         |          |
| 13                                                       | 13     | 巫師學校上集 "Wizard School, Part 1"                    | 111      |
| 再用超能力打掃完她的房間後，艾莉絲被送去了暑期學校。     |        |                                                         |          |
| 14                                                       | 14     | 巫師學校下集 "Wizard School, Part 2"                    | 112      |
| 艾莉絲發現一個邪惡的陰謀，她必須用知識來就賈斯汀。       |        |                                                         |          |
| 15                                                       | 15     | 超自然 "The Supernatural"                               | 115      |
| 為了給一個女孩留下深刻印象，賈斯汀用咒語來移動物體。     |        |                                                         |          |
| 16                                                       | 16     | 新魔法訓練師 "Alex in the Middle"                       | 106      |
| 杰瑞風趣的巫師兄弟來訪。                                 |        |                                                         |          |
| 17                                                       | 17     | 成績單 "Report Card"                                    | 118      |
| 艾莉絲驚慌失措，不小心把父母變成了天竺鼠。               |        |                                                         |          |
| 18                                                       | 18     | 實習生 "Credit Check"                                   | 121      |
| 艾莉絲在一個頂級時尚雜誌實習。                           |        |                                                         |          |
| 19                                                       | 19     | 春天小戀曲 "Alex's Spring Fling"                        | 119      |
| 為了讓萊利嫉妒，艾莉絲讓一個人體模型活了起來。           |        |                                                         |          |
| 20                                                       | 20     | 成年禮 "Quinceanera"                                    | 116      |
| 全家人都在為成年禮做準備。                               |        |                                                         |          |
| 21                                                       | 21     | 美術博物館風波 "Art Museum Piece"                       | 120      |
| 艾莉絲決定走捷徑完成她的藝術史作業。                     |        |                                                         |          |

### 第二季
- 第二季包含30集

| 系列編號                                                         | 季編號 | 標題                                                   | 製作代碼 |
| ---------------------------------------------------------------- | ------ | ------------------------------------------------------ | -------- |
| 22                                                               | 1      | 聰明褲 "Smarty Pants"                                  | 201      |
| 艾莉絲和海波一起參加特裡貝克知識競賽。                           |        |                                                        |          |
| 23                                                               | 2      | 小心狼來了 "Beware Wolf"                               | 202      |
| 賈斯汀愛上一個他剛遇到女孩，名叫依貝拉。                         |        |                                                        |          |
| 24                                                               | 3      | 魔法日記 "Graphic Novel"                               | 203      |
| 艾莉絲和麥斯拿到了艾莉絲的祕密日記並把他帶到學校。               |        |                                                        |          |
| 25                                                               | 4      | 賽車 "Racing"                                          | 204      |
| 艾莉絲喜歡上了一個頭腦靈活、名叫狄恩的傢伙。                     |        |                                                        |          |
| 26                                                               | 5      | 麥斯超人 "Alex's Brother Maximan"                      | 205      |
| 當孩子們不能團隊合作時，杰瑞很失望。                             |        |                                                        |          |
| 27                                                               | 6      | 拯救巫師學院 上集 "Saving WizTech Part 1"              | 208      |
| 巫師學院暫時關閉，學生們被安置在現實世界中。                     |        |                                                        |          |
| 28                                                               | 7      | 拯救巫師學院 下集 "Saving WizTech Part 2"              | 209      |
| 麥斯加入了巫師學院的柯教授。                                     |        |                                                        |          |
| 29                                                               | 8      | 海波知道 "Harper Knows"                                | 206      |
| 艾莉絲試圖避免在年度漫畫大會上與海波相遇。                       |        |                                                        |          |
| 30                                                               | 9      | 計程車寶寶 "Taxi Dance"                                | 207      |
| 艾莉絲出生於一輛計程車，這車退休後，她使它煥發了生機。           |        |                                                        |          |
| 31                                                               | 10     | 愛神丘比特 "Baby Cupid"                                | 210      |
| 杰瑞和泰莉莎的結婚紀念日計畫因為一場關於魔法的爭吵而被毀。       |        |                                                        |          |
| 32                                                               | 11     | 實現夢想 "Make It Happen"                              | 211      |
| 杰瑞建議魯索的孩子們選擇一個職業作為後路。                       |        |                                                        |          |
| 33                                                               | 12     | 神話故事 "Fairy Tale"                                  | 213      |
| 賈斯汀讓海波在學校的演出中扮演小叮噹。                           |        |                                                        |          |
| 34                                                               | 13     | 時尚週 "Fashion Week"                                  | 215      |
| 海波在時尚週期間幫助法奇先生，並得到了艾莉絲的幫助。             |        |                                                        |          |
| 35                                                               | 14     | 幫手 "Helping Hand"                                    | 217      |
| 賈斯汀發明了一個幫助老人的咒語！                                 |        |                                                        |          |
| 36                                                               | 15     | 美術老師 "Art Teacher"                                 | 214      |
| 艾莉絲和她新的美術老師建立了聯繫。                               |        |                                                        |          |
| 37                                                               | 16     | 未來海波 "Future Harper"                               | 212      |
| 艾莉絲、賈斯汀和麥斯穿越到了未來。                               |        |                                                        |          |
| 38                                                               | 17     | 艾莉絲做好事 "Alex Does Good"                          | 219      |
| 校長讓艾莉絲加入陽光俱樂部。                                     |        |                                                        |          |
| 39                                                               | 18     | 休伊不龐大 "Hugh's Not Normous                         | 216      |
| 休伊發現自己是被收養的之後離家出走了。                           |        |                                                        |          |
| 40                                                               | 19     | 賈斯汀烏雲罩頂 "Don't Rain on Justin's Parade – Earth" | 227      |
| 賈斯汀試圖保住他最喜歡的天氣預報員巴斯特的工作。                 |        |                                                        |          |
| 41                                                               | 20     | 全家遊戲夜 "Family Game Night"                         | 218      |
| 賈斯汀邀請了一個迷戀他的女孩參加家庭遊戲之夜。                   |        |                                                        |          |
| 42                                                               | 21     | 賈斯汀的新女友 "Justin's New Girlfriend"               | 221      |
| 艾莉絲很嫉妒賈斯汀和海波的友誼。                                 |        |                                                        |          |
| 43                                                               | 22     | 我的家教 "My Tutor, Tutor"                             | 226      |
| 杰瑞雇了一個叫嘉教的家教來幫助麥斯透過學校的考試！               |        |                                                        |          |
| 44                                                               | 23     | 壁畫委員會 "Paint By Committee"                        | 229      |
| 艾莉絲被委託畫學校的壁畫。                                       |        |                                                        |          |
| 45                                                               | 24     | 做巫師一天 "Wizard for a Day"                          | 230      |
| 艾莉絲送給爸爸一頂梅林帽作為他的生日禮物，帽子上寫著無限的祝福。 |        |                                                        |          |
| 46                                                               | 25     | 魔法師搭頂級遊輪 "Cast-Away (To Another Show)"         | 220      |
| 賈斯汀贏得比賽時，他很興奮能見到頂上郵輪。                       |        |                                                        |          |
| 47                                                               | 26     | 競爭對手 "Wizards vs. Vampires on Waverly Place"       | 223      |
| 威佛利三明治店的生意很慘淡。                                     |        |                                                        |          |
| 48                                                               | 27     | 魔法師對上吸血鬼 "Wizards vs. Vampires: Tasty Bites"   | 224      |
| 賈斯汀的新吸血鬼女友讓魯索家的人改變了飲食習慣。                 |        |                                                        |          |
| 49                                                               | 28     | 夢中約會 "Wizards vs. Vampires: Dream Date"            | 225      |
| 艾莉絲透過使用魔法進入狄恩的夢境來繼續和他約會。                 |        |                                                        |          |
| 50                                                               | 29     | 殭屍舞會 "Wizards and Vampires vs. Zombies"            | 228      |
| 艾莉絲說服茱麗葉，他們的畢業舞會約會將是最令人難忘的。           |        |                                                        |          |
| 51                                                               | 30     | 重考 "Retest"                                          | 222      |
| 杰瑞和他的兄弟姐妹大寶和梅根決定重新參加巫師考試！               |        |                                                        |          |

### 少年魔法師電影版|電影版
| 標題                                                   |
| 少年魔法師電影版 "Wizards of Waverly Place: The Movie" |
| ------------------------------------------------------ |

### 第三季
- 第三季包含28集

| 系列編號 | 季編號 | 標題                    | 製作代碼 |
| -------- | ------ | ----------------------- | -------- |
| 52       | 1      | 科學怪妞 "Franken Girl" | 301      |

## 少年魔法師電影版
《少年魔法師電影版》（中文又譯：《少年魔法師電影版：神秘魔法石》）（Wizards of Waverly Place: The Movie）是由同名影集改編的原創電影，於2009年8月28日在美國迪士尼頻道首映。該部電影是分別在波多黎各和洛杉磯以及紐約等地取景。從2009年2月16日拍攝製至3月27日。本電影在首播當日有1140萬觀眾收看，是美國收視第二名，僅次於《歌舞青春2》。也是2009年改編電影最高收視紀錄。於2010年獲得第62屆艾美獎最佳兒童類節目。

## 特別篇
- 第46集（第2季第25集）：〈少年魔法師與孟漢娜的頂級遊輪生活〉（Wizards on Deck with Hannah Montana）（2009年7月17日，共1.5小時）

該集為本劇與迪士尼另外兩部熱劇《孟漢娜》與《小查與寇弟的頂級遊輪生活》的交叉合作集，嚴格來說僅前半小時算在本劇的集數，第二個半小時為《小查與寇弟的頂級遊輪生活》的集數，最後則是《孟漢娜》的集數。
- 第47－50集（第2季第26－29集）：巫師大戰吸血鬼（Wizards vs. Vampires on Waverly Place，之後2集以Wizards vs. Vampires開頭，副標題分別為Tasty Bites/Dream Date，最後一集標題為Wizards and Vampires vs. Zombies，直譯即〈巫師大戰吸血鬼大戰僵尸〉）（2009年7月24日－8月8日，共2小時）
- 第60集（第3季第9集）：巫師大戰狼人（Wizards vs. Werewolves）（2010年1月22日，共1小時）
- 第88集（第4季第9集）：巫師與天使（Wizards vs. Angels）（2011年2月18日，共1小時）
- 第106集（第4季第27集）：〈誰能贏得家庭巫師〉（Who Will Be The Family Wizard?）（2012年1月6日，共1小時）

2012年1月6日(五)。本劇的一小時官方最後一集「誰能贏得家庭巫師」，平均收視980萬。雖然該集並非系列中的最高收視，但仍然是迪士尼影集中最多人觀看的最終回。
剔除掉該系列的特集，該最終回依然是本系列最高收視的一集。值得注意的是，最後一集依然是有線電視台中最多人觀看的節目。
魯索家的家庭巫師競賽終於展開，艾莉絲、賈斯汀及麥斯三人開始進行繼承家族法力的競賽。在競賽開始前，他們的父親傑瑞上前提醒他們巫師競賽當年如何使他們那一代的手足反目，並告訴他們無論如何別讓比賽使他們之間產生嫌隙。
在進行問答測驗時，海波與查克意外闖入會場，並且被一旁原本封印在玻璃罐中的獅鷹獸抓走。艾莉絲要求兄弟們暫且放下比賽前去救海波與查克，但賈斯汀與麥斯卻甚感猶豫，擔心這將因此使他們喪失資格。最後裁判團給予三人45分鐘的暫停時間，若三人未在時間內回到會場將永遠喪失爭取家族法力的資格，魯索家的法力也將永遠失傳。
當三人終於冒險救回海波與查克，但卻已超過時限。被送回家中的賈斯汀與麥斯責怪一切都是艾莉絲的錯，並與其爭論不休，而艾莉絲也與兩人嘔氣。三人之間的感情瀕臨破裂，傷心的父親傑瑞決定關閉多年來全家共同經營的餐館，因三兄妹已無心共同合作經營家族事業。看見傷心的父親三人之間的爭執得以緩頰，並逐漸重新合作，並了解到即使失去了法力，只要還擁有彼此間的情誼就能快樂的繼續生活下去。就在此時，魯索一家受法力招換回到比賽現場，這才得知原來惡龍及超過時限一事是裁判團對他們手足情誼的考驗，以防他們步上他們父親那輩的後塵。
重回比賽行列的三人進入迷宮進行最後一道測驗。最後由賈斯汀率先跑過終點。正當賈斯汀要進行法力繼承儀式時，他看見艾莉絲在一旁與她的男友梅森道別。因巫師界規定凡人不得與狼人戀愛，因此將變成凡人的艾莉絲不得不與梅森分手。賈斯汀看了忽然叫停，並向各位坦承在出迷宮之初是由艾莉絲領先自己，但自己被一旁的樹根所困，艾莉絲回頭救了自己，自己才得以脫困領先。
最後裁判團決定將魯索家的法力傳給艾莉絲，而賈斯汀則被巫師學院校長相中將接班職務，並破例保有法力，而麥斯樂於接受此結果並將繼承家中的餐廳。
（其實只是官方最後一集，並不是真正的最後一集）
- 《雙面艾莉絲》（2013年3月15日，共1小時）（The Wizards Return: Alex vs. Alex）

該集為本劇完結後為因應觀眾要求製作的特別篇，也是本劇「真正的」最終集。
本集也可稱做〈少年魔法師之雙面愛麗絲〉或《少年魔法師特別篇：雙面艾莉絲》
本集故事中，Russo一家人到義大利的托斯卡尼拜訪親戚，包括Jerry、Theresa、Alex和Max一同前往，不過獨缺Justin未同行，另外一起去的還包括Harper和Mason。不過已經成為家族魔法師的 Alex一直想證明自己負責任，施了個咒語想把自己的所有缺點通通趕跑，卻意外讓自己的缺點在鏡中集結成一個邪惡的Alex，後來甚至破鏡而出！邪惡Alex跟另一個心術不正的魔法學生Dominic 聯手，把一切搞得天翻地覆，他們困住了Russo 一家人，還好在狼人少年Mason協助下，Alex才能脫困，他們追上比薩斜塔，一場正邪大戰就此展開！

## 登場人物

### 主要角色
艾莉絲·魯索(Alex Russo)
賽琳娜·戈梅茲飾（台灣配音：楊凱凱）
艾莉絲在影集中被塑造為一個我行我素、有些反傳統且個人風格強烈的女孩。她愛耍小聰明且不愛遵守規定，同時喜歡挑戰權威與惡整親友（尤其是大哥）。
艾莉絲是魯索家的老二，同時也是魯索家的訓練期魔法師之一，對於凡事指照自己的方式來的她而言，濫用她的法力似乎是她的代名詞。她總是隨性使用魔法，但無法自行解決問題。艾莉絲在巫術課業及學校課業上均表現不突出，但卻在藝術上有著卓越天分和獨到見解。
艾莉絲在第一季時與凡人萊利交往，第二季時與凡人狄恩交往，艾莉絲不聽信學校盛傳狄恩是混混的謠言而與他親近，但最後因狄恩搬離紐約，艾莉絲使用巫術在夢境中與其分手並和解，狄恩也從未知曉關於巫術的秘密。到了第三季艾莉絲遇見了美術課同學 - 偽裝成凡人的狼人梅森，兩人立刻墜入情網，並發現了彼此巫師及狼人身分的秘密，但在〈魔法師大戰狼人〉特集中艾莉絲發現了梅森與茱麗葉（賈斯汀女友）過去的曖昧關係而與梅森發生誤會，造成梅森被變為一匹狼。
但之後艾莉絲發現變成狼的梅森被鄉村巫師抓走，與賈斯汀和麥克斯三人將其救回，並使用特殊的巫術將其變回人類，兩人也重新復合。
賈斯汀·魯索(Justin Russo)
大衛·亨利飾（台灣配音：柳超堅）
賈斯汀是魯索家最大的兒子，個性嚴謹且追求完美，平時與作風隨性且玩世不恭的艾莉絲水火不容，但其實相當愛護及疼愛妹妹。和艾莉絲截然不同的是，賈斯汀追求完美的態度讓他在課業及巫術學習上均有相當出色表現。
第三季時賈斯汀與吸血鬼茱麗葉相戀，使得茱麗葉家與魯索家的競爭關係得到冰釋，但在〈魔法師大戰狼人〉特輯中，茱麗葉為了保護賈斯汀不被失控的梅森攻擊而不幸被抓傷，因此失去了青春永駐的能力，從此和賈斯汀訣別。直到第四季葛羅格幫茱麗葉恢復容貌後兩人才複合。
賈斯汀個性呆版且遵守規定，因此經常成為艾莉絲甚至班上同學捉弄的對象，但艾莉絲的死黨海珀卻對其有強烈的好感，但賈斯汀卻從未接受。
麥斯·魯索(Max Russo)
傑克·奧斯汀 飾（台灣配音：鈕凱暘）
麥斯天生少根筋，不按牌理出牌且時常說出使人困惑的話語。他是魯索家的老么，傻呼呼的個性使得他在家庭巫師競賽中嚴重落後。他經常搞不清狀況且糊里糊塗，活在自己的世界中且有著異於常人的邏輯是他最大的特色。
海波·芬克(Harper Finkle)（早期姓氏翻為馮克）
珍妮佛·史東（Jennifer Stone） 飾（台灣配音：杜素真）
海珀是艾莉絲從小到大的手帕交，喜愛製作手工藝及小飾品，服裝品味異於常人，經常過度神經質或緊張。海珀是個凡人，但在艾莉絲的信任下，她知道了巫術的秘密（第2季第8集〈海珀知道〉，"Harper Knows"）。海珀一直喜歡著賈斯汀，但賈斯汀始終表示自己對其沒有可能，因此後來轉而與賈斯汀的同學查克成為一對。
泰麗莎·魯索(Theresa Russo)
瑪莉亞·坎諾·巴瑞拉（María Canals Barrera） 飾（台灣配音：丘梅君）
泰麗莎嫁給了杰瑞，但她本身是一名完全的凡人，因此面對巫術及巫師世界的種種，她往往需要適應甚至有些許排斥。由於嫁給杰瑞因此被允許知道巫術的秘密。她來自墨西哥，因此有著典型拉丁美洲女性外表及一口流利的西班牙文。
杰瑞·魯索(Jerry Russo)
大衛·德路易斯（David DeLuise） 飾（台灣配音：梁興昌）
杰瑞是賈斯汀、艾莉絲及麥斯父親，同時也是一名前任巫師，擁有義大利血統。
曾經打敗妹妹梅根·布魯克（Megan Brooke，凱莉・甘澤爾〔Carrie Genzel〕飾）及弟弟贏得巫師競賽，並取得完整法力繼承權，但由於規定巫師不得與凡人結婚，杰瑞放棄了他的巫術將其給了弟弟，以和泰麗莎結婚。他指導三名孩子巫術技能，同時經營家中的三明治餐廳「Waverly Sub Station」（台譯「威佛利速食」）。
父母為路克和蘿絲（Hank and Rose Russo）。傑瑞的曾曾祖父Ignacius Russo寫了第一本巨人笑話大全。

### 經常出現的角色
| - 伊安・艾伯克龍 (Ian Abercrombie) 飾演 柯教授，巫師科技大學校長。 - Dan Benson 飾演查克，賈斯汀好友。 - 比爾·科特（Bill Chott） 飾演 賴校長（Mr. Herschel Laritate）（台灣配音：夏治世），賈斯汀等人讀的正常高中——三角地高中（Tribeca Prep High School）校長。台版翻譯「賴老師」，全名譯作「賴好肖爾」（第三季17集）。 - 莫伊塞斯・阿里亞斯（Moisés Arias） 飾演 麥斯的良心（Conscience）(第三季) - Jeff Garlin 飾演 寶大伯（Uncle Kelbo），杰瑞弟弟，初次登場時在看望杰瑞家人時愛現魔法，最後杰瑞向大家解釋自己為何將法力傳給弟弟。(一到三季) - 露西·海爾 飾演 米蘭達（Miranda Hampson），賈斯汀學姊兼第一個女朋友。 (第一季) - 安迪·金勒（Andy Kindler） 飾演 突梯突梯部長（Chancellor Tootietootie），怪物獵人協會會長。(三、四季) - 海莉·喜代子 飾演 史蒂薇，艾莉絲女同學，也是巫師，曾經試圖破壞巫師競賽。 (第三季) - Paulie Litt 飾演 法蘭克，魯索家三明治專賣店外面的賣雜誌小男孩。(一、三季) - Kari Wahlgren 飾演 海倫（Helen）（台灣配音：丘梅君），家庭巫師競賽協會的助理小姐。給予賈斯汀主持巫師重修教育的工作讓他可重回家庭巫師資格。(第四季) - Bailee Madison 飾演 麥欣·魯索（Maxine Russo）（台灣配音：丘梅君），麥斯被他的哥哥姐姐變成的小女孩。(第四季) - 布莉琪·門德勒 飾演 茱麗葉·凡赫森（Juliet Van Heusen）（台灣配音：杜素真），台版最早譯朱麗葉·范賀森。賈斯汀女友，有人性的吸血鬼，並說明是出生時父母給了她良知，讓她能在正常社會活動。家中開設24小時營業三明治店「Late Nite Bite」（台譯「午夜點心」）(二至四季) - Frank Pacheco 飾演 菲利斯（Felix）（台灣配音：梁興昌），接受賈斯汀的巫師重修教育的學生之一。 (第四季) | - 利文・藍賓（Leven Rambin） 飾演 蘿西（Rosie），原為守護天使，後來轉入黑暗天使引誘賈斯汀與自己交往，最後良心發現反過來用法力幫賈斯汀和艾莉絲而重歸守護天使。(第四季) - 約翰・魯賓斯坦（John Rubinstein） 飾演 葛羅格（Gorog），黑暗天使首領，後來用法力幫茱麗葉恢復容貌。(第四季) - Daniel Samonas 飾演 狄恩 艾莉絲前男朋友。 (第二季和第四季) - 絲凱樂·山繆斯 飾演 琪琪·哈林史沃斯（Gigi Hollingsworth）艾莉絲死對頭。(第一、二季) - Fred Stoller 飾演 德斯特克（Dexter），巫師公寓13樓的經理，實際上是葛羅格偽裝。(第四季) - 格雷格·索金 飾演 梅森（Mason Greybeck），艾莉絲狼人男友。（台灣配音：夏治世）(第三和第四季) - Josh Sussman 飾演 休伊（Hugh Normous）（台灣配音：夏治世），巫師科大同學，巨人夫婦收養的普通人巫師。 (第一、二、四季) - 阿曼達·提柏（Amanda Tepe） 飾演 聲音單調的小姐（Monotone Woman）（台灣配音：杜素真），經常出現在各種場合擔任特殊工作，包括店長、美術館警衛、女侍者等。(第一、二季) - Cameron Sanders 飾演 涅維斯，賈斯汀的學生之一。 (第四季) - McKaley Miller 飾演 泰拉 麥斯女朋友 (第四季) - 琪娜·安妮·麥克連（China Anne McClain）飾演蒂娜（Tina），一個十分善良的小實習天使，最後因幫助艾莉絲打敗黑暗天使有功而晉升為守護天使(第四季) - 貝拉·索恩飾演南希·魯奇（Nancy Lukey）（台灣配音：丘梅君），麥斯女朋友，但當他不得不告訴她自己是個巫師時便分手了（儘管只是出於麥斯不得不保護他的秘密），不過她卻誤認為他是在魯索家面前故意當她傻瓜。(第四季) - 隆納 艾莉絲前男友(第二季) - 伊莎貝拉 賈斯汀前女友 是狼女(第二季) |

## 備註
1. ↑  Levin, Gary. . USA Today. 2007-10-18  [2012-01-28]. （原始内容存档于2011-06-28）.
2. ↑  .   [2012-01-28]. （原始内容存档于2012-10-23）.
3. ↑  Gorman, Bill. . Tvbythenumbers.com.   [2010-12-23]. （原始内容存档于2010-05-21）.
4. ↑  Seidman, Robert. . Tvbythenumbers.com. 2009-12-22  [2010-11-04]. （原始内容存档于2009-12-28）.
5. 1 2  Seidman, Robert. . Tvbythenumbers.com.   [2012-01-09]. （原始内容存档于2012-01-11）.
6. 1 2 3  Ng, Philiana. . HollywoodReporter.com.   [2012-01-09]. （原始内容存档于2012-01-20）.
7. ↑  . Disney Channel.   [2009-07-12]. （原始内容存档于2010-01-13）.
8. ↑  Seidman, Robert. . Tvbythenumbers.com. 2009-08-29  [2010-12-23]. （原始内容存档于2009-09-04）.
9. ↑  Seidman, Robert. . Tvbythenumbers.com.   [2010-11-04]. （原始内容存档于2012-04-21）.
10. ↑  台版雖翻成「大伯」，但關係上他理應是杰瑞弟弟(雖劇情無明確表示，但設定上是把該角個性對應於麥斯)。

## 外部連結
- 官方網站 （页面存档备份，存于）
- 互联网电影数据库（IMDb）上《Wizards of Waverly Place》的资料（英文）